# Clifton Jones
Clifton Jones (ur. 26 lipca 1937 w Saint Andrew, zm. 4 czerwca 2025) – brytyjski aktor telewizyjny i filmowy, najbardziej znany jako David Kano w klasycznym brytyjskim serialu science fiction RAI/ITV Kosmos 1999 (1975-76).
Urodzony na Jamajce, w 1954 przeniósł się do Wielkiej Brytanii. Studiował w Italian Conti Stage School i występował na scenie.

## Wybrana filmografia

### Filmy fabularne
- 1959: Life in Emergency Ward 10
- 1963: Z życia VIP'ów (The V.I.P.s) jako Jamajski pasażer
- 1968: Tylko wtedy, gdy się śmieję (Only When I Larf) jako Generał Sakut
- 1968: Joanna jako Czarny Detektyw
- 1978: Wzgórze królików (Watership Down) jako Czerniec (głos)
- 1984: Sheena - królowa dżungli (Sheena) jako Król Jabalani
- 1991: Porcelanowy księżyc (China Moon) jako dr Ocampo

### Seriale TV
- 1960: Scotland Yard jako Ted
- 1961-62: Emergency Ward 10 jako Jeremiah Sanders
- 1962: Studio 4 jako Człowiek
- 1970: Kate jako dr Seward
- 1970: Z Cars jako Nogan
- 1971: Partnerzy (The Persuaders!) jako dr Kibu
- 1971: Jason King jako Sebastian
- 1975-76: Kosmos 1999 (Space: 1999) jako David Kano
- 1977: 1990 jako Henry Tasker
- 1991: Star Trek: Następne pokolenie jako Ensign Craig / Klingon Helmsman